# Euphorbia drupifera
Euphorbia drupifera là một loài thực vật có hoa trong họ Đại kích. Loài này được Thonn. mô tả khoa học đầu tiên năm 1827.